# Formule Palmer Audi
La Formule Palmer Audi est un ancien championnat monoplace de course automobile créé en 1998 par l'ancien pilote de Formule 1, Jonathan Palmer. Ce dernier a annoncé l'arrêt du championnat à l'issue de la saison 2010.

## Championnat

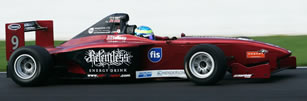
Emma Selway en 2008.

Les voitures sont propulsées par des moteurs Audi de 300 chevaux, 1.8 litre et 4 cylindres. Les courses durent une demi-heure maximum. Le championnat a lieu principalement en Grande-Bretagne malgré quelques exceptions, sur des circuits tels Brands Hatch, Silverstone ou Donington.
Le championnat a servi de tremplin à plusieurs pilotes célèbres de cette nationalité, comme le triple champion du monde WTCC Andy Priaulx, le champion DTM Gary Paffett et le pilote de Formule 1, également vainqueur en IndyCar Series Justin Wilson.

## Palmarès
| Année | Vainqueur             | Deuxième           | Troisième          | Autumn Trophy/Winter Series |
| ----- | --------------------- | ------------------ | ------------------ | --------------------------- |
| 1998  | Justin Wilson         | Darren Turner      | Richard Tarling    | Derek Hayes                 |
| 1999  | Richard Tarling       | Richard Lyons      | Damien Faulkner    | Paul Edwards                |
| 2000  | Bruce Jouanny         | Justin Keen (en)   | Robbie Kerr        | Philip Giebler              |
| 2001  | Steve Warburton       | Stephen Young      | Gideon Cresswell   |                             |
| 2002  | Adrian Willmott       | Joel Nelson        | Roman Rusinov      | Ben Lewis                   |
| 2003  | Ryan Lewis            | Adam Smith         | Ryan Hooker        | Jonathan Kennard (en)       |
| 2004  | Jonathan Kennard (en) | Rob Jenkinson      | Karim Ojjeh        | Stephen Young               |
| 2005  | Joe Tandy             | David Epton        | Stuart Prior       | Josh Weber                  |
| 2006  | Jon Barnes            | Viktor Jensen      | Chris Hyman        | Dane Cameron                |
| 2007  | Tim Bridgman          | Stefan Wilson      | Luciano Bacheta    | Richard Keen                |
| 2008  | Jason Moore           | Tom Bradshaw       | Jolyon Palmer      | Niall Quinn                 |
| 2009  | Richard Plant         | Kazim Vasiliauskas | Adam Foster        |                             |
| 2010  | Nigel Moore           | Maxime Jousse (pt) | Ramón Piñeiro (es) |                             |

## Lien
- Site officiel